# Rinaldo Botti
Rinaldo Botti (Firenze, 1658 – Firenze, 1740) è stato un pittore italiano del periodo tardo barocco.

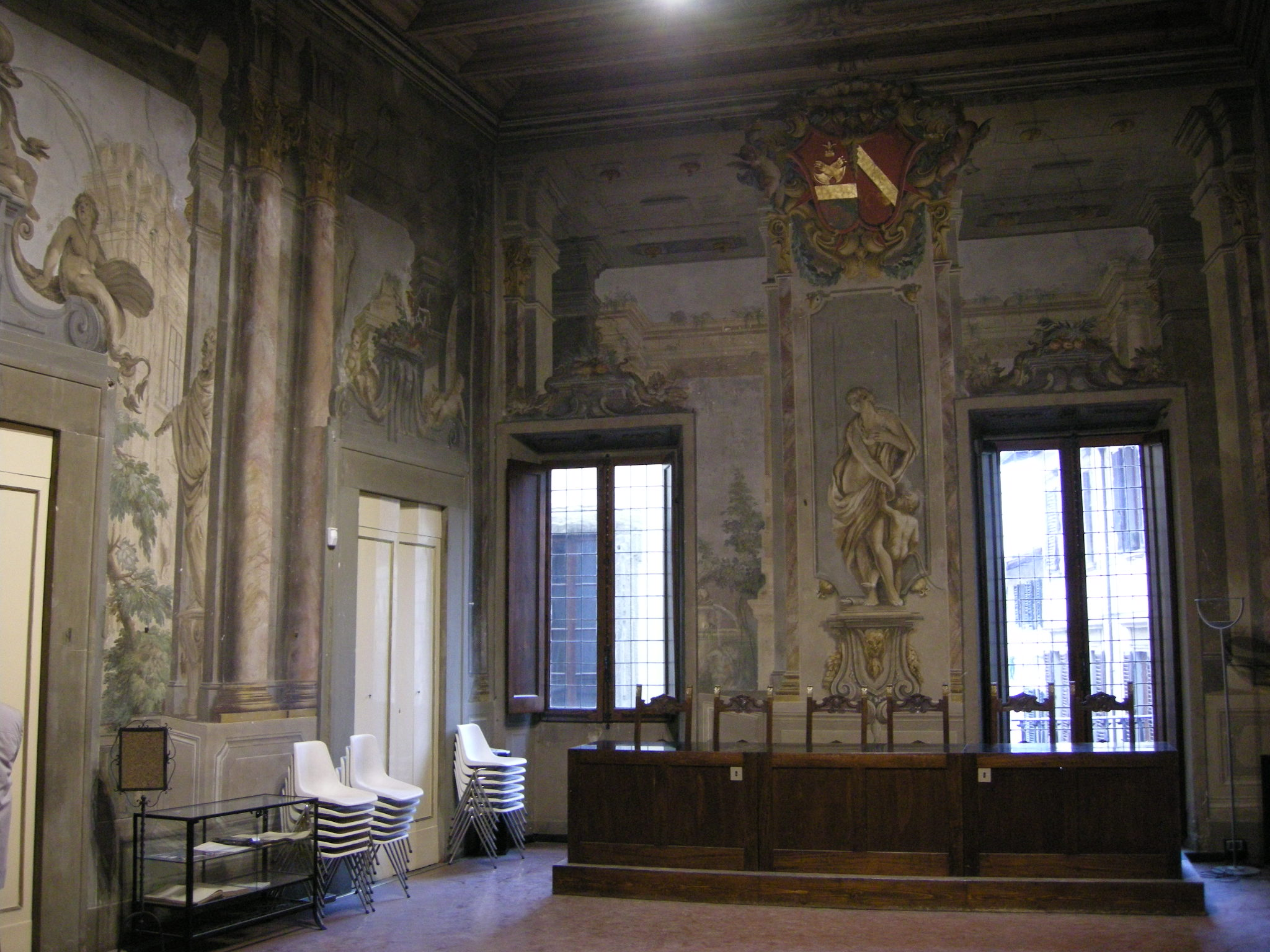
Palazzo Roffia, vedute illusionistiche

Fu uno dei più celebri pittori quadraturisti toscani del XVII e XVIII secolo. Allievo di Jacopo Chiavistelli, fu chiamato più volte insieme al suo maestro ed altri suoi condiscepoli a decorare con affreschi di architetture alcuni dei più importanti palazzi e chiese fiorentini.

## Decorazioni di chiese

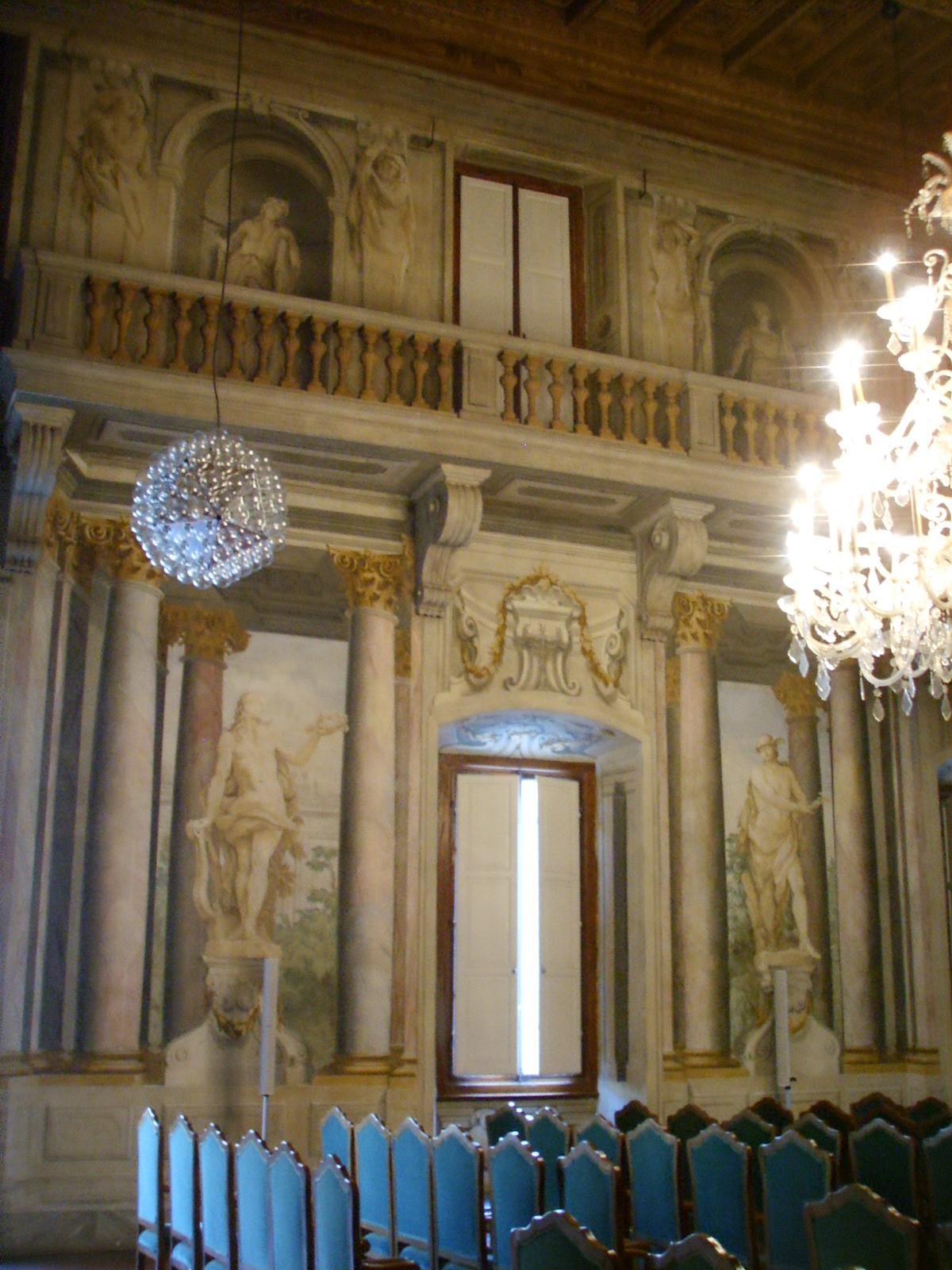
Salone di Palazzo Incontri, Firenze

Lavorò, inizialmente al fianco di Lorenzo del Moro, suo cugino, come ad esempio nella Convento di San Domenico alla base della collina di Fiesole, dove i due quadraturisti fecero gli ornamenti architettonici per gli affreschi di Matteo Bonechi.
Si hanno varie citazioni di sue opere ad esempio nella chiesa di Santa Lucia alla Castellina dove nel 1729 fece le quadrature architettoniche per gli affreschi di Niccolò Nannetti.
Sempre insieme al Nannetti decorò nel 1721 la chiesa di San Domenico a Pistoia, la Chiesa di San Donato dei Vecchietti, prima sconsacrata e poi abbattuta al tempo del cosiddetto Risanamento sabaudo, e quella della chiesa di San Francesco dei Bacchettoni. Fece gli ornamenti architettonici anche per gli affreschi di Ranieri del Pace e Giovanni Camillo Sagrestani all'Oratorio di San Tommaso d'Aquino.
Ma una delle sue opere più rinomate e celebrate è quella per la decorazione di Vincenzo Meucci della cupola e dello scalone del Convento di San Giovanni di Dio a Firenze. Sempre a Firenze fece gli sfondi architettonici per il soffitto della chiesa di San Giovannino dei Cavalieri per gli affreschi di Alessandro Gherardini.
Una sua partecipazione alla decorazione della Madonna della Quercia viene indicata nel volume Notizie istoriche dei contorni di Firenze di Domenico Moreni.
(Domenico Moreni, Notizie istoriche dei contorni di Firenze (1791) p. 50)
Questa chiesa fu, al tempo di Pietro Leopoldo di Lorena soppressa e trasformata in villa, come dice lo stesso Moreni:
"...Pochi anni fa venne profanata, e ridotta ad altro uso..." (p. 50)
Altre chiese furono decorate dal Botti, sia a Firenze che fuori, a Prato lavorò per il Santuario della Madonna del Giglio con l'affresco di Pier Dandini e per la chiesa di San Niccolò e a Pescia nella chiesa di Santa Maria Maddalena.

## Le ville e i palazzi

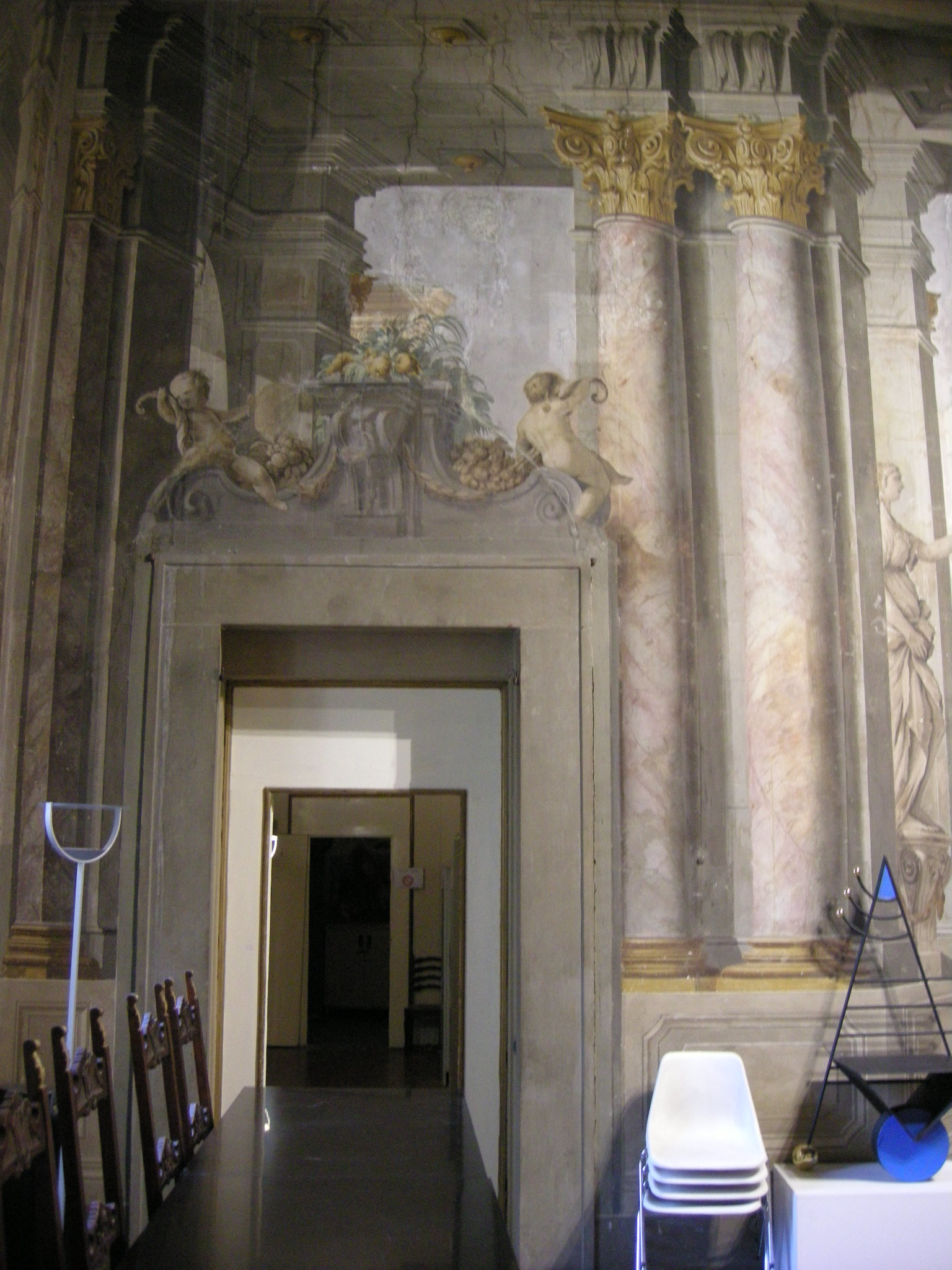
Palazzo Roffia, particolare del Salone

Fra le commissioni ci furono anche delle quadrature in palazzi e ville, come quelle per gli affreschi di Alessandro Gherardini a Palazzo Corsini al Parione di Firenze. La decorazione della cappella interna di Villa la Petraia voluta da Cosimo III de' Medici con gli affreschi di Pier Dandini, quella per la Villa medicea di Lappeggi, sempre con Gherardini e il Dandini, sempre con il Dandini anche la decorazione della Villa Bellavista di Borgo a Buggiano.
Fece una bellissima decorazione, ormai quasi sparita per colpa degli agenti atmosferici, con vedute di colonne e rovine per Palazzo Vivarelli Colonna, fatte insieme a Lorenzo del Moro, oltre alla decorazione degli interni della Biblioteca Magliabechiana e quella di Palazzo Incontri.
Forse fra i suoi capolavori ci sono le architetture illusionistiche di Palazzo Roffia a Firenze, dove lavorò al fianco dei due maggiori frescanti fiorentini dell'epoca: Vincenzo Meucci e Giovanni Domenico Ferretti.
Nel 1708 entra nell'Arazzeria medicea, dove collabora con Giovanni Camillo Sagrestani per una serie di arazzi sulle Quattro parti del Mondo un soggetto molto in voga nel XVIII secolo.